# Fabliaux
Fabliaux (sing. fabliau) – gatunek literacki w średniowiecznej literaturze francuskiej, obejmujący przeważnie utwory wierszowane. Powstawały głównie w XIII w. we Francji północno-wschodniej.
Fabliaux należą do literatury plebejskiej, mają przy tym charakter satyryczny. Styl jest dosadny, a humor rubaszny. Intencja utworów jest przy tym często moralizatorska. Rzadki jest natomiast typowy dla wielu gatunków literackich średniowiecza – w tym zbliżonych, jak bajka – alegoryzm, który zastępuje bezpośrednia obserwacja życia.
Fabliaux cechuje jednoczesne operowanie motywami obiegowymi i aktualnymi wątkami obyczajowymi. Do motywów obiegowych należą zwłaszcza opisy przygód typowych figur życia społecznego średniowiecza – mnichów, rycerzy, księży itp.